# Робертсон, Майкл
Майкл Робертсон (англ. Michael Robertson; род. 19 декабря 1983, Beebe, Уайт, Арканзас) — американский легкоатлет, специалист по метанию диска. Выступал за сборную США по лёгкой атлетике в 2000-х годах, чемпион Панамериканских игр в Рио-де-Жанейро, победитель национального чемпионата Соединённых Штатов, участник летних Олимпийских игр в Пекине.

## Биография
Майкл Робертсон родился 19 декабря 1983 года в городе Биб, штат Арканзас. Впоследствии проживал в Бивертоне, Орегон, где представлял легкоатлетический клуб Nike.
Впервые заявил о себе в лёгкой атлетике на международном уровне в сезоне 2002 года, когда вошёл в состав американской национальной сборной и выступил в метании диска на юниорском мировом первенстве в Кингстоне.
В 2004 году в той же дисциплине победил на молодёжном первенстве NACAC в Шербруке.
Занимался лёгкой атлетикой во время учёбы в Южном методистском университете и позже в Стэнфордском университете, состоял в местных легкоатлетических командах, неоднократно принимал участие в различных студенческих соревнованиях. Так, в 2005 году на турнире в Сакраменто с результатом 61,70 выиграл первый дивизион чемпионата Национальной ассоциации студенческого спорта (NCAA), тогда как в 2007 году на аналогичных соревнованиях показал результат 62,08 и стал серебряным призёром, уступив только шведу Никласу Аррениусу.
В июне 2007 года одержал победу на чемпионате США в Индианаполисе (64,04). Попав в основной состав американской легкоатлетической команды, выступил на Панамериканских играх в Рио-де-Жанейро, где с результатом 59,24 превзошёл всех соперников и завоевал золотую медаль.
В апреле 2008 года на соревнованиях в техасском Дентоне установил свой личный рекорд в метании диска — 65,61 метра, а в июне занял второе место на национальном олимпийском отборочном турнире в Юджине, где с результатом 63,73 пропустил вперёд только Иана Уолтца. Благодаря этому успешному выступлению удостоился права защищать честь страны на летних Олимпийских играх в Пекине — в программе метания диска на предварительном квалификационном этапе показал результат 61,64 метра, чего оказалось недостаточно для выхода в финал.
Завершил спортивную карьеру по окончании сезона 2010 года.